# Comité Consultivo Internacional del Algodón

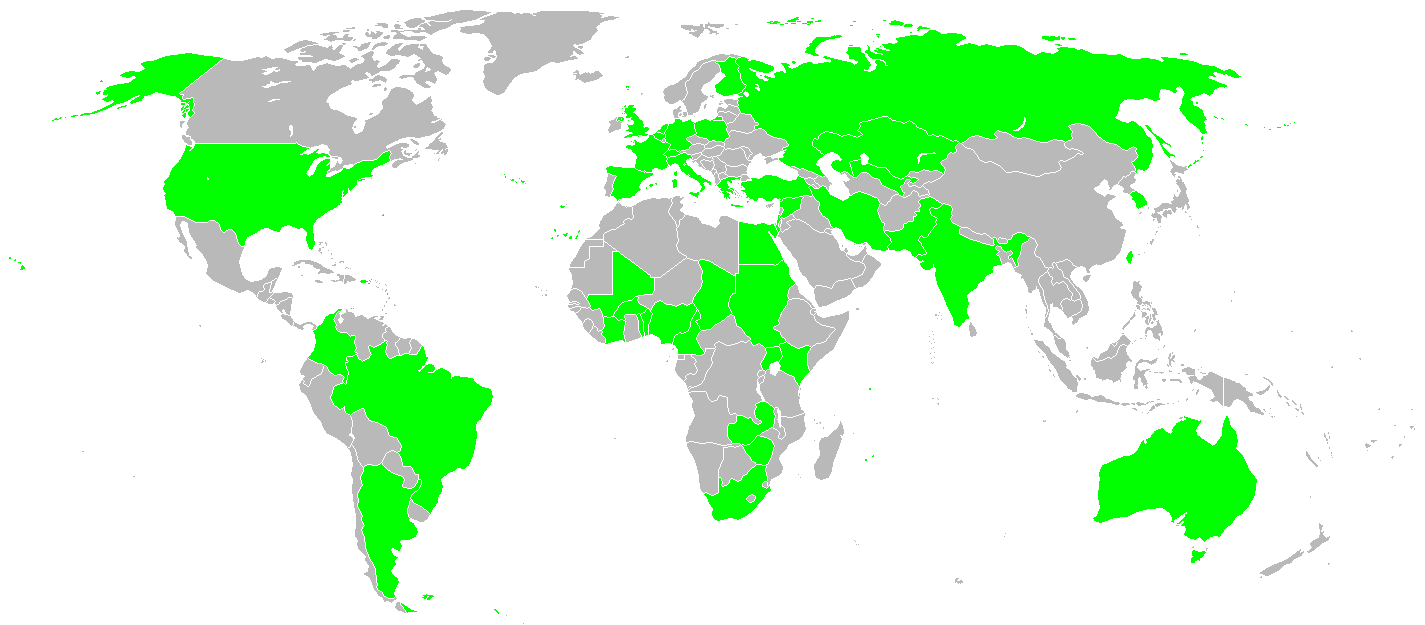
Países miembros de la ICAC.

El Comité Consultivo Internacional del Algodón (ICAC por sus siglas en inglés) es una asociación de gobiernos productores de algodón, consumidores y países de comercio que actúa como el organismo internacional de productos básicos para los productos textiles de algodón.

## Estructura e historia
Fundado en la Reunión Internacional del Algodón en Washington D. C. en 1939, la Comisión Independiente para los defensores de las naciones productoras de algodón, publica estudios e información técnica sobre la industria del algodón, y mantiene una reunión plenaria anual de los Estados miembros. En 2008, su reunión plenaria, la 67, se celebró en Uagadugú, Burkina Faso. Si bien la mayoría de los países productores del mundo son miembros, dos de los mayores productores (La República Popular de China y Turkmenistán) no son miembros del ICAC. Todos los exportadores de algodón en la lista de los cinco más productivos son miembros.

## Estados miembros
Los países miembros y la fecha de adhesión:
- Argentina: mayo de 1946

- Australia: mayo de 1946

- Bélgica: mayo de 1946

- Brasil: septiembre de 1939

- Burkina Faso: octubre de 1997

- Camerún: agosto de 1969

- Chad: marzo de 1967

- China (Taiwán): febrero de 1963

- Colombia: noviembre de 1954

- Costa de Marfil: agosto de 1973

- Egipto: septiembre de 1939

- Finlandia: febrero de 1951

- Francia: septiembre de 1939

- Alemania: enero de 1951

- Grecia: julio de 1947

- India: septiembre 1939

- Irán: Agosto 1969

- Israel: julio 1960

- Italia: octubre de 1948

- Kazajistán: septiembre de 2006

- Kenia: julio de 2007

- Corea: (República de Corea) marzo de 1954

- Malí: julio de 1996

- Mozambique: septiembre de 2010

- Países Bajos: noviembre de 1947

- Nigeria: septiembre de 1972

- Pakistán: julio de 1948

- Polonia: septiembre de 1991

- Rusia: febrero de 1962 (como Unión Soviética: 09 1939)

- Sudáfrica: julio de 1991

- España: diciembre de 1950

- Sudán: septiembre de 1939

- Suiza: enero de 1951

- Siria: abril de 1962

- Tanzania: julio de 1962

- Togo: septiembre de 1999

- Turquía: noviembre de 1947

- Uganda: noviembre de 1962

- Estados Unidos: septiembre de 1939

- Uzbekistán: septiembre de 1992

- Zambia: septiembre de 2006

- Zimbabue: abril de 1991